# Say Say Say
Say Say Say је хит Мајкла Џексона и Пола Макартнија издат 1983. године, који је продуцирао Џорџ Мартин. Песма се налази на Макартнијевом албуму Pipes of Peace и други је успешни дует између Џексона и Макартнија након песме The Girl Is Mine.
Песма је била хит број један на Билбордовој листи од краја 1983. до почетка 1984. године, укупно шест недеља и последњи је Макартнијев сингл који је достигао прво место у САД.

## Спот
У споту се појављује Полова жена Линда и Мајклова сестра Латоја. Снимљен је у викторијанској вили и Унион хотелу у Лос Аламосу, Калифорнија. Спот је режирао Боб Џиралди.